# NGC 5206
NGC 5206 é uma galáxia lenticular (SB0) localizada na direcção da constelação de Centaurus. Possui uma declinação de -48° 09' 07" e uma ascensão recta de 13 horas, 33 minutos e 43,8 segundos.
A galáxia NGC 5206 foi descoberta em 2 de Julho de 1834 por John Herschel.